# Satanica
Satanica is het vierde album van de Poolse metalband Behemoth.

## Beschrijving
Het album verschilt weinig van het voorgaande album Pandemonic Incantations. Verschillen zijn wel het gebruik van samples en een aanmerkelijk betere productiekwaliteit in vergelijking met de vorige albums. Enkele nummers refereren aan onder andere de kabbala (Of Sephirotic Transformation and Carnality) en het hindoeïsme (Ceremony of Shiva).

## Tracklist
1. Decade of Therion
2. LAM
3. Ceremony of Shiva
4. Of Sephirotic Transformation and Carnality
5. The Sermon to the Hypocrites
6. Star Spawn
7. The Alchemist's Dream
8. Chant for ESCHATON 2000

### Dubbel-cd-editie
Dit betreft een beperkte oplage met een extra cd met livenummers uit Straatsburg (Frankrijk), 26 februari 1999.
1. Diableria (The Great Introduction)
2. The Thousand Plagues I Witness
3. Satan's Sword (I Have Become)
4. From the Pagan Vastlands
5. Driven by the Five-Winged Star
6. The Entrance to the Spheres of Mars